# Аширов, Мекан Сердаргулиевич
Мекан Сердаргулиевич Аширов (туркм. Mekan Serdargulyýewiç Aşyrow; род. 12 ноября 1995, Ашхабад) — туркменский футболист, полузащитник. Игрок сборной Туркменистана.

## Биография
На клубном уровне выступает за «Алтын Асыр» (Ашхабад). Становился чемпионом Туркменистана 2016, 2017, 2018, 2019 годов. Сыграл не менее 20 матчей в Кубке АФК, а в 2018 году стал финалистом турнира.
В составе юношеской сборной страны (до 17 лет) стал победителем Кубка Президента Туркменистана 2012 года, забил один из голов в финальном матче против ровесников с Украины (4:0). С 2018 года вызывался в национальную сборную Туркменистана, но в первое время оставался запасным. Дебютировал в сборной 15 октября 2019 года в товарищеском матче против Кувейта.